# Mythimna sicula
Mythimna sicula es una especie de polilla de la familia Noctuidae. Se encuentra desde Marruecos hasta Libia, en el centro y sur de Europa, Turquía, Israel, Irán y Turkmenistán.
Los adultos vuelan durante todo el año. Hay varias generaciones por año.
Las larvas se alimentan de diferentes especies de gramíneas.